# Toby Penty
Toby Penty (* 12. August 1992 in Walton-on-Thames) ist ein englischer Badmintonspieler. 

## Karriere
Toby Penty empfahl sich durch den Sieg im Herreneinzel bei der englischen Juniorenmeisterschaft 2011 für einen Start bei der Badminton-Weltmeisterschaft 2011. Dort siegte er in der 1. Runde gegen Alistair Casey, unterlag im folgenden Spiel jedoch gegen Sho Sasaki und wurde somit 17. in der Endabrechnung. 2017 gewann er die Scottish Open.